# Noli me tangere (romanzo Camilleri)
 Noli me tangere  è un romanzo dello scrittore italiano Andrea Camilleri del 2016.

## Trama
Laura, giovane e bella moglie di uno scrittore che la venera, scompare. Il commissario Maurizi indaga su questa scomparsa.

## Edizioni
- Andrea Camilleri, Noli me tangere, Mondadori, 2016, ISBN 978-88-04-66187-0.